# Soft Machine
Pour les articles homonymes, voir The Soft Machine (homonymie).
 (juin 2014).
Si vous disposez d'ouvrages ou d'articles de référence ou si vous connaissez des sites web de qualité traitant du thème abordé ici, merci de compléter l'article en donnant les références utiles à sa vérifiabilité et en les liant à la section « Notes et références ».
Soft Machine est un groupe britannique de jazz fusion, originaire de Canterbury, en Angleterre. C'est un pionnier de la vague psychédélique. Son nom est inspiré d'un ouvrage de William Burroughs : The Soft Machine (Olympia Press-1961).

## Historique

### Origines et formation (1966)
Formé en 1966 à Canterbury, en Angleterre, par Robert Wyatt (batterie et chant), Mike Ratledge (orgue, piano), Daevid Allen (guitare) et Kevin Ayers (guitare, basse et chant), Soft Machine est devenu un groupe phare du rock psychédélique et de ce qu'on appellera plus tard l'école de Canterbury.
Le groupe a connu vingt-quatre formations, et prend racine dans le groupe britannique The Wilde Flowers en 1964, qui a eu plusieurs musiciens durant sa courte existence. Robert Wyatt à la batterie et au chant, Hugh Hopper à la basse, son frère Brian Hopper à la guitare solo, au saxophone alto et au chant, Kevin Ayers au chant, Richard Sinclair à la guitare, David Sinclair aux claviers, Richard Coughlan à la batterie et Graham Flight au chant. Richard et David Sinclair ainsi que Richard Coughlan se retrouveront en 1968 pour former le groupe Caravan avec Pye Hastings à la guitare et au chant.
Mais avant même les Wilde Flowers, les parents de Robert Wyatt hébergent le beatnik australien Daevid Allen, qui avait créé avec Wyatt et Hugh Hopper le Daevid Allen Trio en 1961, dont le style était un mélange de free jazz et de poésie beat. Faute de succès, le trio se sépare. Wyatt et Hugh Hopper formeront les Wilde Flowers. Puis, Wyatt et Ayers forment, avec Daevid Allen, revenu de Paris, un nouveau groupe avec un quatrième membre amené par Allen, un guitariste du nom de Larry Nowlin qui ne restera que très peu de temps. Au départ, la formation avait pour nom Mister Head mais lorsque Mike Ratledge les rejoint à l'orgue, ils changent de nom pour Soft Machine. Allen ira rencontrer William Burroughs dans le but d'obtenir une autorisation officielle pour utiliser le titre de son roman comme nom de leur groupe.

### Débuts et premiers albums (1967–1970)

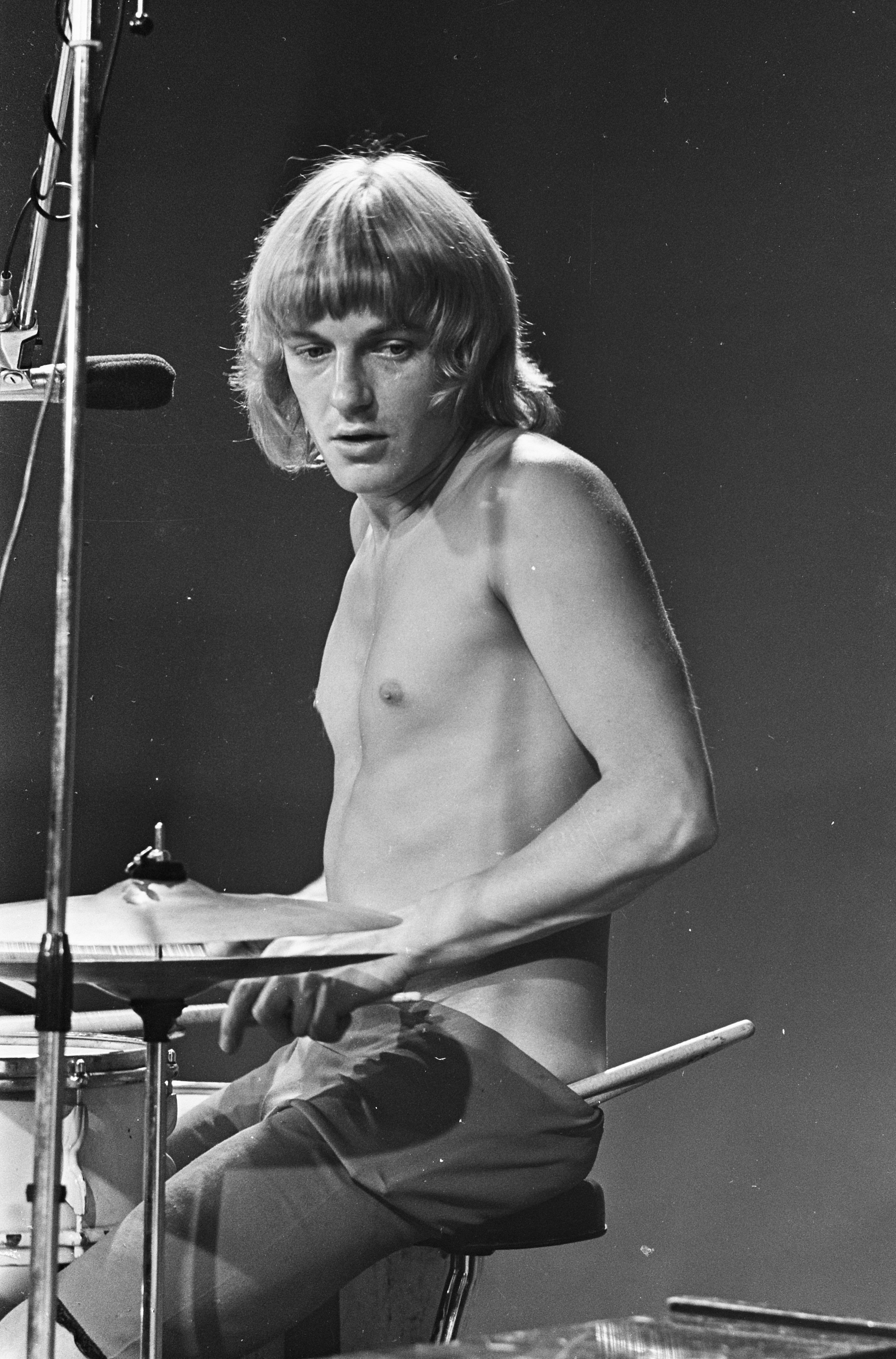
Robert Wyatt, batteur du groupe entre 1968 et 1971.

À Londres, le groupe joue dans les mêmes studios que Pink Floyd et enregistre un simple, Feelin', Reelin' Squeelin' / Love Makes Sweet Music, produit par Kim Fowley puis, en avril 1967, l'album Jet Propelled Photographs qui ne paraitra qu'en 1972. Ce même album sera réédité, deux ans plus tard, sous le titre At the Beginning dans la collection Les Génies du rock. Entre 1969 et 1970, le groupe est surnommé The Soft Machine.
En 1967, le groupe se retrouve à Saint-Tropez où ils participent à des happenings à partir de la pièce de Picasso, Le Désir attrapé par la queue, interrompus par la gendarmerie. C'est le début de la grande réputation dont va jouir le groupe en France. Alors qu'ils repartent pour l'Angleterre, Allen se voit refuser son visa et reste en France. En décembre 1967, ils font un passage remarqué au Studio des Champs Élysées, pour un show intitulé "Sainte Geneviève sur le toboggan". Réduits à un trio, Ratledge, Wyatt et Ayers font, en 1968, la première partie d'une tournée de Jimi Hendrix aux États-Unis; ils prennent même un certain Andy Summers à la guitare, le temps d'une tournée. Le groupe enregistre son premier album «officiel», produit par Tom Wilson en avril 1968 à New York, sans Daevid Allen resté en France, qui, deux années plus tard, créera le groupe Gong.
Toutefois, déçu et épuisé par la seconde tournée américaine, le groupe se sépare.
En novembre 1968, Probe sort le disque et oblige Wyatt à reformer Soft Machine, ayant signé pour un contrat de deux albums avec la maison de disques. Ayers s'étant installé à Majorque est injoignable. Hugh Hopper, un ami, roadie du groupe et ex-Wilde Flowers, est engagé à sa place. Dès janvier 1969, le groupe reprend les concerts afin de promouvoir un minimum la sortie de leur premier album et entreprend d'enregistrer des démos de titres pour le deuxième disque. Ainsi, le groupe enregistre finalement son deuxième album pendant les mois de février et mars 1969 sur la base des démos de 1969 (en résultera la face Ether's Nose Job) et des titres enregistrés par Wyatt en octobre 1968 aux États-Unis (donnant en partie la face Rivmic Melodies).
Le groupe donne des concerts en Angleterre, accompagné par le saxophoniste alto Elton Dean, Marc Charig à la trompette, Nick Evans au trombone, et Lyn Dobson, saxophone soprano et flûte. Cette formation est généralement considérée comme la meilleure du groupe mais ils n'ont malheureusement les moyens de ne garder qu'Elton Dean pour l'enregistrement de Third, dans les premiers mois de l'année (1970). Cet album contient la longue suite Moon in June, composée par Robert Wyatt qui joue de tous les instruments, et que Ratledge a refusé de jouer pour des raisons inconnues.

### Période post-Wyatt (1971–1972)
C'est avec la formation Wyatt, Ratledge, Hopper et Dean que sera réalisé Fourth, le quatrième album. Après ce disque, Wyatt se sent mis à l'écart, il regrette que le groupe se tourne de plus en plus vers le jazz. Il quitte le groupe, en juillet 1971, pour former Matching Mole (ou « taupe myope », une taupe à lunettes figure sur les pochettes des quatre albums disponibles), prononciation anglaise de Machine molle, la traduction littérale de Soft Machine en français. Wyatt est alors remplacé par Phil Howard pour une courte période puis par John Marshall, ex-Nucleus.

### Derniers albums (1973–1984)
Sur l'album Six en (1973), Elton Dean est remplacé par Karl Jenkins ex-Nucleus, après quoi Hugh Hopper cède sa place à Roy Babbington.
Soft Machine, qui se confirme avec Seven, est alors devenu un groupe de jazz où le rock psychédélique et l'humour qui caractérisaient leurs premiers enregistrements ont disparu avec le départ de Robert Wyatt. En février 1974 arrive le guitariste Allan Holdsworth, remplacé l'année suivante par John Etheridge. Ratledge, le dernier membre du groupe d'origine, part à son tour après l'album Bundles en 1975. Karl Jenkins le remplace aux claviers et le saxophoniste Alan Wakeman, cousin de Rick, complète la formation. Le groupe manque de se séparer mais revient en 1981 pour un ultime album, Land of Cockayne, dont le personnel inclut John Marshall, Karl Jenkins, Allan Holdsworth, Jack Bruce et d'autres musiciens moins connus.
Le groupe fait une tournée finale avec Marshall, Jenkins, Etheridge et même Dave McRae, un ancien de Matching Mole. Par la suite, Karl Jenkins connaitra le succès avec sa suite d'albums et de concepts connus sous la bannière Adiemus à partir de 1995. Six albums originaux et deux albums en concert ont été publiés par Jenkins pour son projet Adiemus, en plus de deux compilations.
En 2018, les anciens de Soft Machine, le bassiste Roy Babbington, le guitariste John Etheridge et le batteur John Marshall reforment le groupe avec l'aide de Theo Travis au piano électrique Fender Rhodes, au saxophone et à la flûte. Ils produisent l'album retour Hidden Details sur le label Moonjune, publié en 2018. On y retrouve Nick Utteridge aux wind chimes sur une pièce.

### Post-Soft Machine
Parmi les musiciens du groupe, plusieurs ont eu par la suite de formidables succès en solo mais la plupart sont restés dans l'underground. Après Matching Mole, Robert Wyatt tente de former un nouveau groupe mais, après un grave accident qui le laisse paralysé des deux jambes —  une chute du quatrième étage, il doit désormais se déplacer en chaise roulante — il mène une carrière solo fructueuse. Sur son album Rock Bottom produit par Nick Mason de Pink Floyd, on retrouve des musiciens comme Hugh Hopper, Richard Sinclair et Mike Oldfield.
Andy Summers accède à la renommée internationale avec The Police. Daevid Allen reste dans le « milieu » Gong, mais forme finalement le groupe University of Errors, avec lequel il a fait en 2004 une relecture du premier album, Jet Propelled Photographs, de Soft Machine. Phil Howard rejoint le groupe d'Elton Dean, Just Us, après son départ, mais il arrête la musique à la suite de la dissolution de ce dernier. Roy Babbington est devenu un musicien de session très respecté et a participé à beaucoup d'albums de styles divers. Holdsworth continue de jouer en rejoignant un bon nombre de groupes jazz-rock ou progressif comme UK ainsi que Bill Bruford en solo. Karl Jenkins et Mike Ratledge forment un duo de musiciens pour des séries télévisées à faible budget. Jenkins connaît un succès incroyable en montant le projet Adiemus que Ratledge rejoint à la programmation des percussions sur le premier album seulement. À la suite de cela, Ratledge travaillera pour un bon nombre de chaînes de séries documentaires.
Hugh Hopper croisera la route de nombreux anciens collaborateurs et participera à beaucoup de leurs projets. Il formera également le Hugh Hopper Band ainsi que Soft Heap. Elton Dean deviendra le musicien qui aura le plus de succès dans le milieu jazz. Il participera très souvent aux projets de Keith Tippett. John Marshall reste éloigné de la musique jusqu'à son retour dans les années 2000. John Etheridge mène une solide carrière puis joint Soft Machine Legacy. Le cousin de Rick Wakeman, Alan Wakeman, jouera aussi avec Soft Machine comme saxophoniste sur l'album Softs en 1976, on retrouvera aussi avec le groupe des musiciens de sessions comme Marc Charig et Nick Evans, qui ont aussi contribué à certains albums de King Crimson tels Islands et Red. Lyn Dobson contribue en 1977 au disque Before Landing du chanteur et musicien breton Alan Stivell.

### Soft Machine Legacy (depuis 1999)
En 2002, Elton Dean, John Marshall, Allan Holdsworth et Hugh Hopper forment le groupe Soft Ware, qui devient Soft Works, puis Soft Machine Legacy. Ils lancent l'album Abracadabra, seul sorti sous le nom Soft Works. Toutefois, lorsque le groupe change de nom, Allan sera remplacé par John Etheridge à la guitare. Sous le nom de Soft Machine Legacy, ils produisent cinq albums, Live In Zaandam en 2005, Soft Machine Legacy en 2006, Steam en 2007, Live Adventures en 2011 et enfin Burden of Proof en 2013. Un DVD est aussi réalisé, New Morning - The Paris Concert en 2006.
En 2006, Elton Dean emporté par un cancer le 8 février est remplacé par Theo Travis. En juin 2008, Hugh Hopper atteint de leucémie est remplacé temporairement par Roy Babbington. En décembre 2008, Hopper semble en voie de guérison, mais le 7 juin 2009, la maladie l'emporte. L'avenir du groupe semble compromis par ce nouveau décès, mais John Etheridge, Theo Travis, Roy Babbington et John Marshall continuent de se produire. Leurs concerts d'octobre 2009, en Autriche et en Allemagne, font l'objet du CD Live Adventures, sorti en 2011 sur le label new-yorkais Monjune Records.
Le 18 février 2013, Kevin Ayers décède à l'âge de 68 ans ; le 13 mars 2015, c'est Daevid Allen qui nous quitte à l'âge de 77 ans.
En 2018, un nouvel album de Soft Machine est produit, il s'agit de Hidden Details, avec Theo Travis, Roy Babbington, John Etheridge et John Marshall, ainsi que Nick Utteridge.

## Style musical
Avec leurs structures et leurs harmonies révolutionnaires, leurs improvisations de free jazz/rock, Soft Machine a beaucoup influencé les groupes européens.
Artistiquement, Soft Machine est au carrefour de plusieurs genres : pionniers du psychédélisme, ils se sont vite tournés vers le jazz ; de plus en plus orientés vers les rythmes complexes, ils confinent au jazz-rock. Le groupe est parfois considéré comme très proche du rock progressif. L'influence de la pataphysique et du dadaïsme sur leurs premières productions (le volume Two est un patchwork de références dadaïstes, auxquelles viennent s'ajouter des hommages aux créateurs de la musique sérielle) laisse de plus en plus place à une volubilité musicale, parfois mal perçue. Cette évolution se fait sentir avec le départ des musiciens d'origine : Daevid Allen puis Kevin Ayers et enfin Robert Wyatt, dernier représentant de la branche psychédélique, qui part après l'album Fourth. Moon in June sur Third est la dernière contribution d'auteur et le testament de Robert Wyatt dans Soft Machine. Le groupe continue par la suite à exister sous différentes formes après le départ de ses fondateurs, notamment sous la direction de Karl Jenkins, qui seconde puis finit par remplacer Mike Ratledge comme claviériste.

## Discographie

### Albums studio
- 1968 : The Soft Machine
- 1969 : Volume Two (The Soft Machine et Volume Two sont réédités en un seul CD)
- 1970 : Third
- 1971 : Fourth
- 1972 : Fifth
- 1973 : Six
- 1974 : Seven
- 1975 : Bundles
- 1976 : Softs
- 1981 : The Land of Cockayne
- 1994 : The Rubber Riff (enregistré live en studio avec Karl Jenkins, Roy Babbington, John Marshall et Carol Barratt en 1976)
- 2018 : Hidden Details - Avec Theo Travis, Roy Babbington, John Etheridge et John Marshall, ainsi que Nick Utteridge.
- 2023 : Other Doors (Dyad records)

### Albums live
- 1978 : Alive and Well: Recorded in Paris
- 1988 : Live at the Proms (1970)
- 1991 : The Peel Sessions 1970
- 1993 : BBC Live in Concert 1971
- 1994 : BBC Live in Concert 1972
- 1995 : Live at the Paradiso 1969
- 1995 : Live in France (Paris)
- 1996 : Virtually
- 1998 : Live 1970
- 2000 : Noisette (enregistré le 4 janvier 1970 à Fairfield Hall, Croydon, Angleterre)
- 2002 : Backwards
- 2002 : Facelift
- 2004 : Somewhere in Soho
- 2005 : Soft Stage BBC in Concert 1972
- 2005 : Breda Reactor
- 2005 : Soft Machine & Heavy Friends BBC In Concert 1971
- 2005 : British Tour '75
- 2006 : New Morning The Paris Concert
- 2006 : Floating World Live (Bremen 1975)
- 2006 : Grides
- 2006 : Middle Earth Masters
- 2008 : Drop - Avec Mike Ratledge, Elton Dean, Hugh Hopper et Phil Howard, enregistré live en Allemagne en 1971.
- 2009 : Live at Henie Onstad Art Centre
- 2010 : NDR Jazz Workshop, Germany, May 17, 1973
- 2020 : Live At The Baked Potato (enregistré live à The Baked Potato, Los Angeles, CA le 1er février 2019 et publié le 20 mars 2020 – pour l'instant uniquement disponible en double vinyle (12 titres) chez Tonefloat Records)[6],[7]
- 2022 : Facelift (France & Holland) enregistré live au Théâtre de la Musique, Paris, France le 2 Mars 1970, puis au Concertgebouw, Amsterdam le 17 Janvier 1970. Contient 2 CD 2 DVD. Avec Robert Wyatt, Mike Ratledge, Elton Dean, Hugh Hopper et Lyn Dobson

### Compilations

#### CompilationJet-Propelled Photographs
Il s'agit du seul enregistrement studio de la formation originelle du groupe qui inclut les quatre membres originaux : Mike Ratledge (orgue et piano), Robert Wyatt (batterie et chant), Kevin Ayers (basse et chant) et Daevid Allen (guitare). Il propose des démos enregistrées en studio de 1967 à 1971.
Il fut réédité à (au moins) 23 reprises, en voici quelques exemplaires :
- 1972 : Faces and Places Vol. 7 AKA At the Beginning (BYG Records 529.907, BYG 529 907)
- 1980 : At The Beginning - Collection Les Génies Du Rock (Charly Records CR 300 001)
- 1981 : Soft Machine (Charly Records L7 CH205)
- 1988 : Jet-Propelled Photographs (Decal, sous-label de Charly Records – LIK 36)[8]
- 1989 : Jet-Propelled Photographs (Charly Records; CD – produit par Giorgio Gomelsky)[9]
- 2002 : Jet-Propelled Photographs (Varèse Sarabande – 302 061 264 2)

#### Autres compilations
- 1973 : The Soft Machine Collection AKA Volumes One and Two
- 1977 : Triple Echo
- 1990 : The Peel Sessions
- 1990 : The Untouchable Collection (1975-78)
- 1991 : As If...
- 1994 : Soft Machine (Live and Demos)
- 1995 : The Best of Soft Machine... The Harvest Years
- 1996 : Spaced (1969)
- 1999 : Fourth / Fifth
- 2000 : Soft Machine
- 2003 : BBC Radio 1967–1971
- 2003 : BBC Radio 1971–1974
- 2004 : Six / Seven
- 2005 : Out Bloody Rageous (Anthology 67-73)
- 2005 : The Story of Soft Machine
- 2010 : Original Album Classics

### Soft Works
- 2002 : Soft Works - Avec Allan Holdsworth, Elton Dean, Hugh Hopper et John Marshall.

### Soft Machine Legacy
Albums studio :
- 2006 : Soft Machine Legacy
- 2007 : Steam
- 2013 : Burden of Proof

Albums live :
- 2005 : Live In Zaandam
- 2011 : Live Adventures

### Filmographie
- 1970 : Amougies (Music Power - European Music Revolution) de Jérôme Laperrousaz et Jean-Noël Roy. Le film a tenu l'affiche pendant une semaine seulement à Paris, avant d'être interdit dans les salles à l'injonction de Pink Floyd - qui était présent au Festival -, et sinon quelques rares apparitions à la télévision, il est resté invisible depuis ce temps. Aussi présents outre Soft Machine et Pink Floyd, The Nice, Frank Zappa, Gong, Zoo, Ten Years After, Blues Convention, Alexis Korner, Caravan, Yes, Captain Beefheart, entre autres.
- 2015 : Romantic Warriors III: Canterbury Tales (DVD)